# Wilhelm Herbig

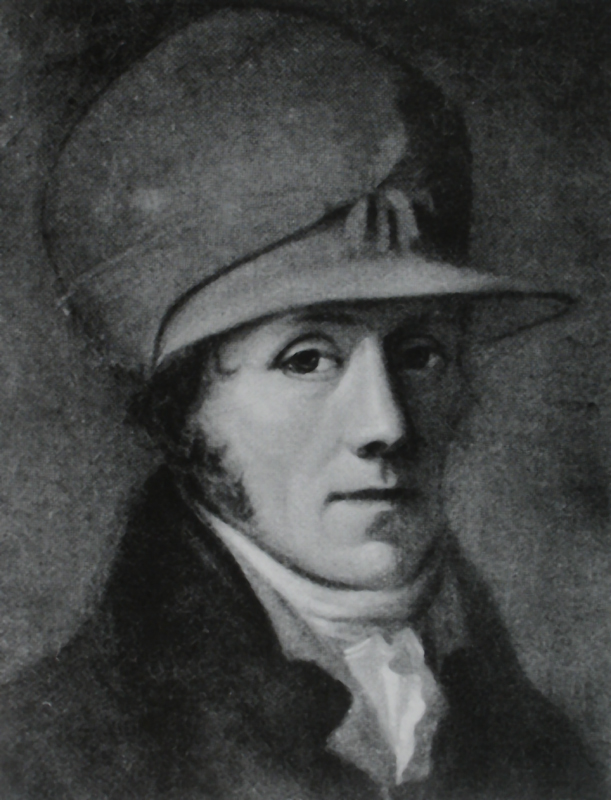
Friedrich Wilhelm Herbig, Selbstbildnis

Friedrich Wilhelm Heinrich Herbig (* 23. April 1787 in Potsdam; † 5. Juli 1861 Berlin) war ein deutscher Maler.

## Leben
Wilhelm Herbig – Sohn des Cellisten und preußischen Kammermusikers Friedrich Herbig (1754–1832) und Bruder des Verlagsbuchhändlers Friedrich August Herbig – war in Potsdam ein Schüler von Christoph Franz Hillner (1745–1812). Den größten Teil seiner künstlerischen Ausbildung hat Herbig jedoch seinem Freund, dem Maler Carl Kolbe zu verdanken. 
Herbig nahm als freiwilliger Jäger an den Freiheitskriegen teil. Durch seine für den König geschaffenen Schlachtenszenen ist der Künstler bekannt geworden. In der Schlacht von Dresden, am 26. August 1813, erkrankte er infolge der großen Anstrengungen und wurde deshalb nach Prag gebracht. Nach seiner Wiederherstellung schied Herbig wegen seiner geschwächten Gesundheit aus der Armee aus.
Wilhelm Herbig gehörte zu den jungen Malern der damaligen Zeit, deren Gefühle für die historischen Geschehnisse sich in Bildnissen der von ihnen verehrten Heerführer niederschlugen. Außerdem befasste er sich mit religiösen Themen und der Genremalerei. Bekannt ist sein eher nüchternes Selbstbildnis sowie das im Gegensatz dazu biedermeierliche Harmonie ausstrahlende Gemälde seiner Frau zusammen mit sechs ihrer Kinder.

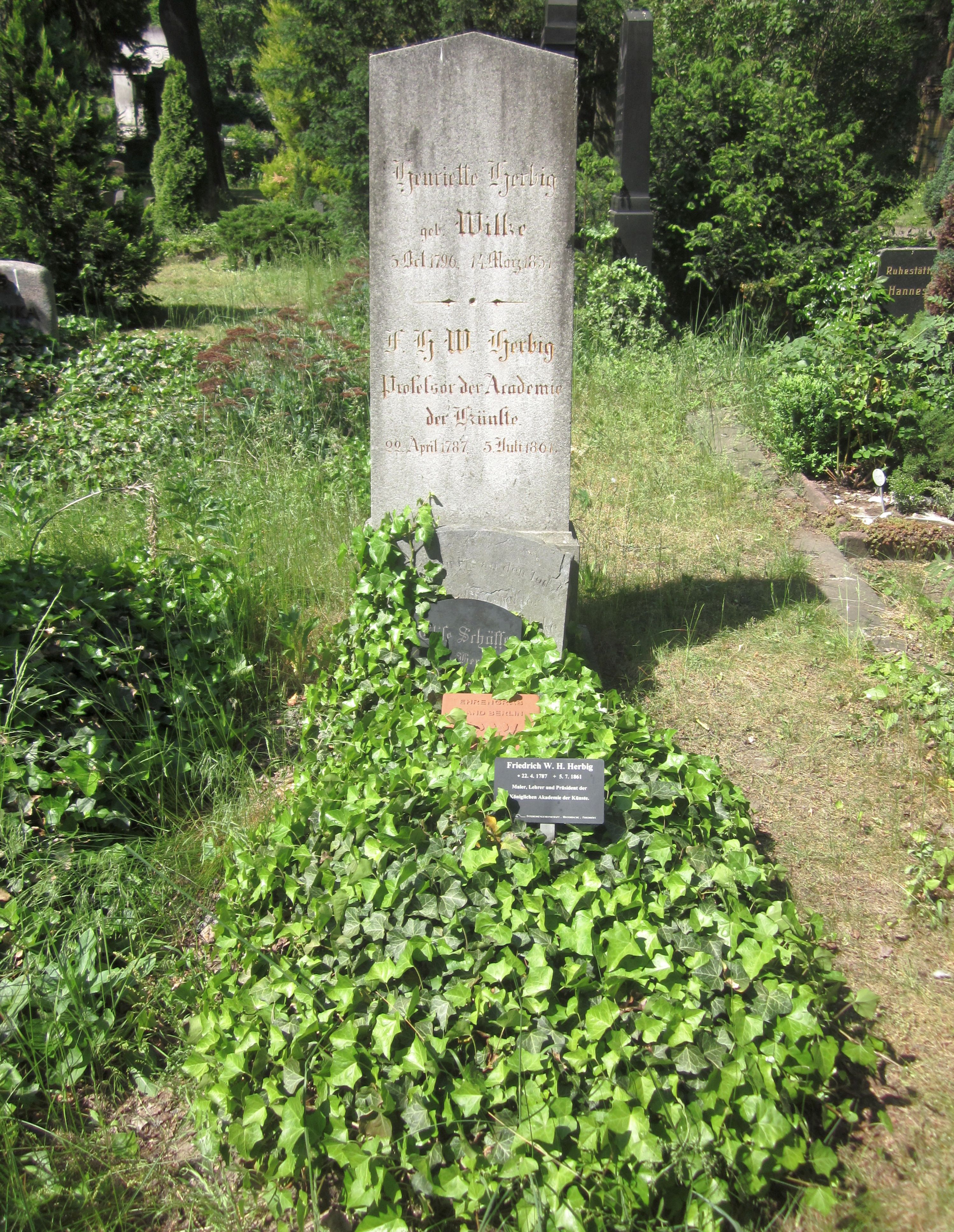
Grab von Wilhelm Herbig in Berlin-Kreuzberg (2012), hier noch mit Ehrengrab-Markierung

Von 1822 bis 1861 war Herbig Mitglied der Preußischen Akademie der Künste zu Berlin und nach Schadows Tod ab 1850 deren kommissarischer Direktor. Er war Mitglied der Berliner Freimaurerloge Zum Widder.
Wilhelm Herbig starb 1861 im Alter von 74 Jahren in Berlin. Sein Grab befindet sich auf dem Friedhof II der Jerusalems- und Neuen Kirche in Berlin-Kreuzberg. Er liegt dort neben seiner Gattin Henriette Herbig geborene Wilke (1796–1851). Die letzte Ruhestätte von Wilhelm Herbig (Grabstelle 212-5-18) war von 1969 bis 2017 als Ehrengrab des Landes Berlin gewidmet.

## Werke

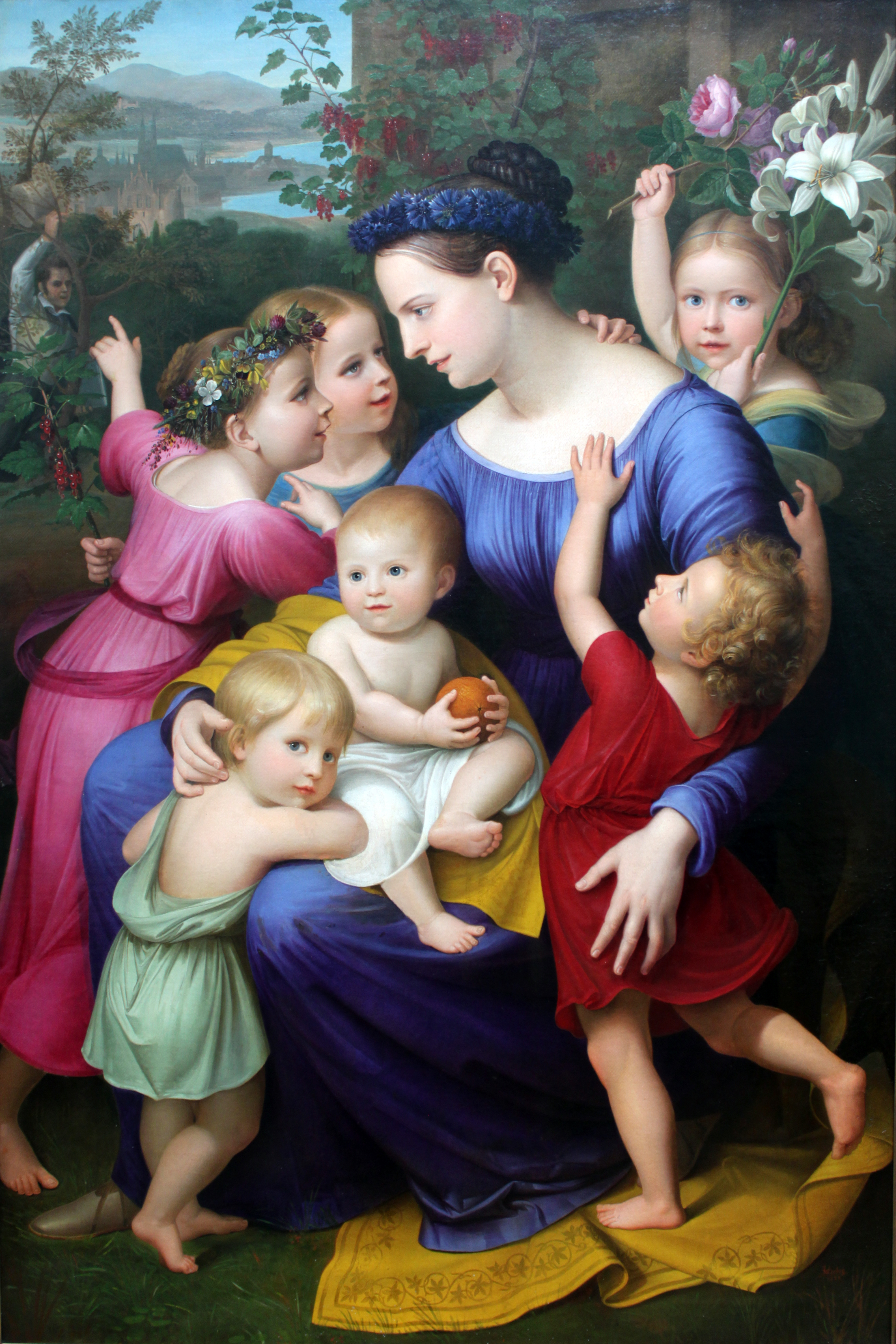
Die Familie des Künstlers, 1824